# Адріанус Йоганнес Сімоніс
Адріанус Йоганнес Сімоніс (нід. Adrianus Johannes Simonis; 26 листопада 1931, Ліссе, Нідерланди — 2 вересня 2020, Сассенхейм, Нідерланди) — нідерландський кардинал, колишній архієпископ Утрехтський.

## Біографія
Навчався в семінаріях в Гаґевельді та Вармонді, а згодом також у римських вищих навчальних закладах (Папський університет святого Томи Аквінського і Папський біблійний інститут). Захистив докторську дисертацію з екзегетики Святого Письма.
15 червня 1957 р. прийняв священничі свячення. Працював душпастирем у дієцезії Роттердаму, пізніше продовжував навчання в Римі. Повернувшись до Нідерландів, був парохом в Гаазі, а також капеланом лікарні Червоного Хреста. Був членом дієцезіальної душпастирської ради і катедральної капітули в Роттердамі.
У грудні 1970 р. папа Римський Павло VI призначив о. Сімоніса єпископом Роттердамським. 20 березня 1971 р. прийняв єпископські свячення з рук архієпископа Утрехтського кардинала Альфрінка. У червні 1983 р. призначений архієпископом-коад'ютором Утрехта. З грудня 1983 р. керує цією архідієцезією і митрополією. У травні 1985 р. папа Іван Павло II призначив архієпископа Сімоніса кардиналом-священником (титулярна церква — базиліка святого Климента).
Будучи головою Єпископської Конференції Нідерландів, кардинал Сімоніс брав участь у засіданнях всесвітнього Синоду Єпископів у Ватикані, а в 2005 р. брав участь у конклаві після смерті папи Івана Павла II. У квітні 2007 р. папа Бенедикт XVI прийняв зречення кардинала Сімоніса з посади архієпископа Утрехтського, у зв'язку з осягненням ним 75-річного віку. До січня 2008 року він продовжував керувати митрополією як апостольський адміністратор (до офіційного сходження на престол Утрехтської архідієцезії нового архієпископа Утрехтського Віллема Ейка).